# 沃林福德的理查
沃林福德的理查（1292–1336）是英國的一位數學家、天文學家、鍾錶學家和神職人員，在沃林福德郡擔任聖奧爾本斯修道院的修道院長期間，對天文學和鐘錶學做出了重大貢獻。

## 傳記

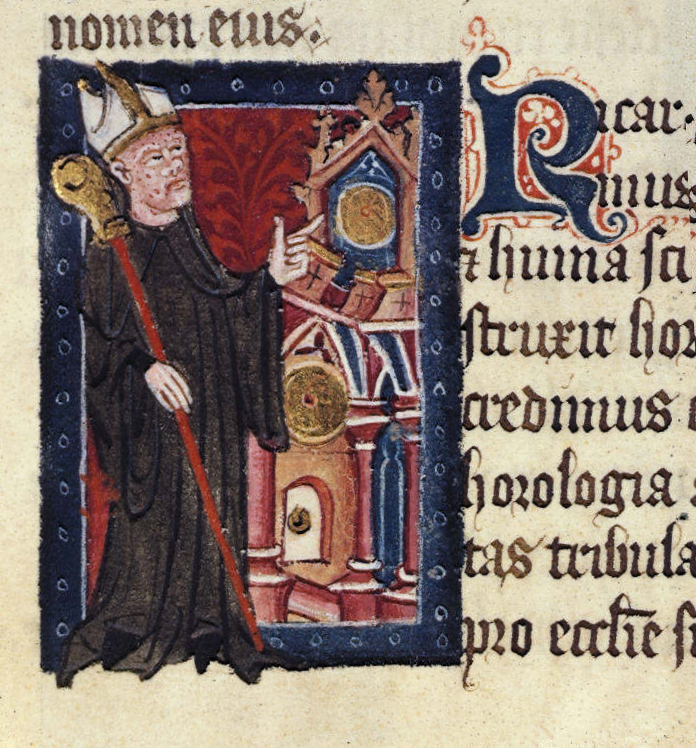
沃林福德的理查指著一個時鐘，這是他送給修道院的禮物。他的臉可能是因麻風病而毀容了。

理查於1292年出生在英國伯克郡（現在的 牛津郡）的沃林福德。當他成為孤兒時，他被帶到威廉·德·柯克比基督教會的沃林福德修道院，並獻給聖三位一體。之後，理查在牛津大學學習了六年，然後成為聖奧爾本斯的僧侶。後來，他又在牛津大學學習了九年。1326年，他成為聖奧爾本斯的修道院長。
理查最出名的是他在擔任修道院長期間設計的天文鐘，這在《Tractatus Horologii Astronomici》（1327 年）中有所描述。這座鐘是在理查死後大約 20 年由沃爾舍姆的威廉成的，但顯然在[[亨利八世的宗教改革和1539年聖奧爾本斯修道院的解散而被摧毀。幾乎可以肯定，他的時鐘是當時不列顛群島中最複雜的時鐘機制，也是世界上最複雜的機制之一。在14世紀記錄下來的唯一另一個具有類似複雜性的時鐘狀機械裝置是喬瓦尼·德·唐迪的Astrarium。理查的時鐘給出了相等和不相等小時的平均時間，以及真太陽時。它還顯示了月相，並顯示了月球節點的位置和倫敦橋的潮汐高度。。 
根據20世紀仍然存在的14世紀文學證據，鐘錶歷史學者試圖重建沃林福德的理查時鐘的複製品。其中最著名的是由哈沃德鍾錶建造的，多年來一直在伊利諾伊州羅克福德的時代博物館（現已解散）展出；它目前在伊利諾伊州埃文斯頓的哈利姆時間和玻璃博物館展出。還有，一個是由埃里克·沃森（Eric Watson）建造的，現在在沃林福德博物館；一座建於 1988年，位於聖奧爾本斯大教堂；一個是由唐·昂溫（Don Unwin）為劍橋的惠普爾科學史博物館建造的。
理查患有當時被認為是麻風病（儘管它可能是淋巴結或肺結核），這顯然是在他去擔任聖奧爾本斯修道院院長的職位時感染的，並得到了在亞維農的教皇確認。他於 1336 年在聖奧爾本斯去世。

## 天文學和數學研究
理查也設計和建造了計算設備：赤基黃道儀、「Rectangulus」和一個他稱之為「阿爾比安」（Albion，海神之子）的行星定位儀。「阿爾比安」可以用於天文計算，如月球、太陽和行星的經度，並且可以預測日食，而做到這一點，還不需要依賴必須抄出來的一組複製的表。這一點在《阿爾比安論》中有描述。他出版了其他關於三角學、天體座標、占星術和各種宗教著作的著作。他出版了其他關於三角學、天體座標、占星術和各種各樣的宗教著作。

### 來源
- Falk, Seb. . New York: W.W. Norton. 2020. ISBN 978-1-324-00293-2.
- North, J. (2004) God's Clockmaker: Richard of Wallingford and the Invention of Time. Oxbow Books. ISBN 1-85285-451-0
- North, J. (1976) Richard of Wallingford – Volume I Texts and Translations,  Volume II – The Life of Richard of Wallingford – Introductions and Commentaries to Text, Volume III – Illustrations, Tables, Appendices, Glossaries, Bibliography and Indexes; An edition of his writings, with introductions, English translation and commentary, Oxford Univ Press. ISBN 0-19-858139-4
- Watson, E (1979) The St Albans Clock of Richard of Wallingford. Antiquarian Horology, Number 4, Volume 11, Summer 1979, p. 372–384.
- .   [5 May 2008]. （原始内容存档于2012-04-16）.
- .   [5 May 2008]. （原始内容存档于14 July 2018）.
- .   [1 July 2008]. （原始内容存档于2008-05-04）.
- .   [1 July 2008]. （原始内容存档于2024-03-14）.

## 外部連結
- Wallingford History Gateway （页面存档备份，存于）
- Images of Richard of Wallingford and the Astronomical Clock of Richard of Wallingford from the British Library （页面存档备份，存于）